# Uretrite non gonococcica
Per uretrite non gonococcica, ovverosia non associata alla gonorrea (uretrite blenorragica) si intende una forma di uretrite a eziologia varia che normalmente non si dimostra né particolarmente grave, né particolarmente contagiosa anche nelle forme infettive, anche se molto diffusa soprattutto nel maschio

## Diagnosi
A differenza della più grave uretrite blenorragica, la secrezione uretrale leucocitaria è piuttosto blanda, a volte riscontrabile solo esaminando la perdita di limpidezza delle urine. La diagnosi differenziale  si completa attraverso la verifica della assenza del gonococco mediante colorazione di Gram.

## Eziologia
Gli agenti patogeni che le causano possono essere diversi. La Chlamydia trachomatis, il Trichomonas vaginalis, l'Ureaplasma urealyticum, il Mycoplasma genitalium , l'Escherichia coli, lo Staphylococcus saprophyticus, alcuni virus o funghi. Non sempre è possibile identificare l'agente patogeno anche perché esistono forme asettiche dovute ad allergeni, tossine, farmaci, cristalluria.

## Terapia
La terapia è strettamente connessa all'eziologia.